# Aeroportul Gatot Subrato
Aeroportul Gatot Subrato (IATA: WYK, ICAO: WIPO) este un aeroport din Way Kanan⁠(d), Lampung, Indonezia.
aeroportul dispune de o singură pistă.